# Patriarche de Constantinople

Drapeau du patriarche Bartholomée Ier.

Le titre de patriarche de Constantinople est porté par le chef de la première juridiction autocéphale de l'Église orthodoxe qu'est le patriarcat œcuménique de Constantinople. Le titre de « patriarche » est traditionnellement porté par l'archevêché orthodoxe de Constantinople (actuelle ville d'Istanbul). Ce diocèse est l'un des plus anciens de la chrétienté. Le patriarche de Constantinople est primus inter pares (premier parmi les pairs) des chefs des Églises autocéphales formant l'Église orthodoxe, souvent considéré à tort comme étant le chef spirituel des 300 millions de chrétiens orthodoxes dans le monde.

## Histoire
Durant le grand Schisme de 1054, Humbert de Moyenmoutier, légat du pape romain Léon IX, excommunie le patriarche de Constantinople Michel Cérulaire le 16 juillet 1054 alors que le pape Léon, affaibli par sa captivité dans les geôles normandes, était déjà mort le 19 avril. En retour, le légat pontifical est immédiatement excommunié par Michel Ier Cérulaire, qui toutefois n'excommunie pas le pape. 
Aujourd'hui, deux chefs d'Église portent le titre de patriarche de Constantinople.
Les patriarches de Constantinople actuellement en fonction sont :
- Bartholomée Ier, « archevêque de Constantinople, nouvelle Rome et patriarche œcuménique[1] ». Bartholomée Ier est le chef de l'Église orthodoxe de Constantinople depuis le 2 novembre 1991 ;
- Sahak II Mashalian, « patriarche arménien de Constantinople ». Il a été nommé en décembre 2019 à la suite de la mise à la retraite de son prédécesseur Mesrob II Mutafyan par le synode le 26 octobre 2016[2].

Jusqu'en 1964, date de sa suppression par le Vatican, il a également existé un patriarche latin de Constantinople, créé par l'Église catholique romaine en 1204 lors des croisades.